# Bosphorus Airways
Bosphorus Airways est une ancienne compagnie aérienne turque qui a existé d'avril 1992 à 1993. Après avoir perdu un avion dans le cadre des sanctions à l'ancienne Yougoslavie (arrêt Bosphorus, 2005), elle a cessé ses activités.

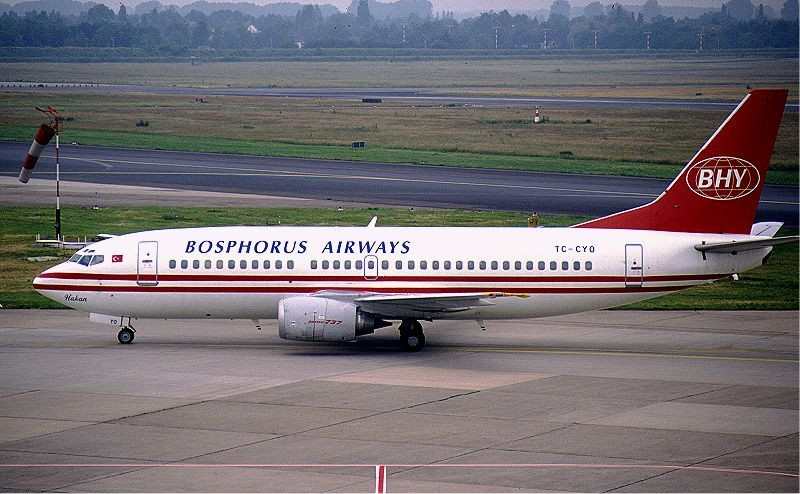
Boeing 737 de Bosphorus Airways en 1992